# Idioma nobiin
El idioma nobiin, también conocido como halfawi o mahas, es una lengua nubia perteneciente a la familia lingüística nilo-sahariana. La forman "nobiin" es la forma de genitivo de Nòòbíí ("nubio") y literalmente significa "(lengua) de los nubios". Otro término utilizado es Noban tamen, que significa "la lengua nubia".
Actualmente, el nobiin es hablado a orillas del Nilo en el Alto Egipto y el norte de Sudán por aproximadamente 685 000 nubios. En 2023 había 183 000 hablantes de nobiin en Sudán, y en 2024 había 502 000 hablantes en Egipto. Lo hablan los fedicca en Egipto y las tribus mahas y halfawi en Sudán. Los hablantes actuales de nobiin son casi universalmente multilingües en variedades locales del árabe, generalmente hablando árabe estándar moderno (para fines oficiales), así como árabe saidi, árabe egipcio o árabe sudanés. Muchos nubios hablantes de nobiin fueron desplazados forzosamente entre 1963 y 1964 para dar paso a la construcción de la presa de Asuán en Asuán, Egipto, y el posterior lago Nasser.
No existe una ortografía estandarizada para el nobiin. Se ha escrito tanto en caracteres latinos como en caracteres árabes; además, recientemente ha habido esfuerzos para revivir el alfabeto del antiguo nubio. Este artículo adopta la ortografía latina utilizada en la única gramática publicada del nobiin, la Grammatik des Nobiin de Roland Werner (1987).

## Aspectos históricos, sociales y culturales

### Historia de la lengua
Hace al menos 2500 años, los primeros hablantes de nubio migraron al valle del Nilo desde el suroeste. Se cree que el antiguo nubio es el ancestro del nobiin. El nobiin es una lengua tonal con contraste de longitud vocálica y consonántica. El orden básico de las palabras es sujeto–objeto–verbo.

El nobiin es una de las pocas lenguas de África con una historia escrita que se remonta a más de un milenio. El antiguo nubio, preservado en una colección considerable de manuscritos cristianos tempranos y documentado en detalle por Gerald M. Browne (1944–2004), se considera ancestro del nobiin. Muchos manuscritos, incluyendo textos bíblicos nubios, han sido descubiertos en el valle del Nilo, principalmente entre la primera y quinta cataratas, evidenciando una fuerte presencia nubia en el área durante el primer milenio. Un grupo dialectal relacionado con el nobiin, el dongolawi, se encuentra en la misma zona. Las lenguas nubias del Nilo fueron las lenguas de los reinos cristianos nubios de Nobatia, Makuria y Alodia.
Otras lenguas nubias se encuentran a cientos de kilómetros al suroeste, en Darfur y las montañas Nuba de Kordofán. Durante mucho tiempo se asumió que los pueblos nubios se dispersaron desde el valle del Nilo hacia el sur, probablemente tras la caída de los reinos cristianos. Sin embargo, investigaciones lexicoestadísticas en la segunda mitad del siglo XX mostraron que la dispersión ocurrió en dirección opuesta. Joseph Greenberg (citado en Thelwall 1982) calculó que la separación entre el nubio de las colinas y las dos lenguas nubias del Nilo ocurrió hace al menos 2500 años. Esto se corrobora por la tradición oral de la tribu shaigiya del grupo jaali de nubios arabizados, que cuenta que llegaron desde el suroeste hace mucho tiempo. Se cree que los hablantes de nobiin llegaron al área antes que los hablantes de las lenguas kenzi-dongolawi (ver clasificación abajo).
Desde el siglo VII, el nobiin ha enfrentado el desafío del árabe. La influencia económica y cultural de Egipto sobre la región fue considerable, y, con los siglos, el árabe egipcio se expandió hacia el sur. Áreas como al-Maris se arabizaron casi por completo. La conversión de Nubia al Islam tras la caída de los reinos cristianos aceleró el proceso de arabización. En lo que hoy es Sudán, el árabe sudanés se convirtió en la principal lengua vernácula del sultanato funj, y el nobiin quedó como lengua minoritaria. En Egipto, los hablantes de nobiin también formaban parte de un estado mayoritariamente arabófono, pero el control egipcio sobre el sur era limitado. Con la conquista otomana en el siglo XVI, el apoyo oficial a la arabización disminuyó, ya que los gobiernos turcos y circasianos en El Cairo veían a veces a los hablantes de nobiin como aliados útiles. Sin embargo, como el árabe siguió siendo una lengua importante en Sudán y especialmente en Egipto, el nobiin siguió bajo presión, y su uso quedó principalmente confinado a los hogares nubios.

### Uso y distribución

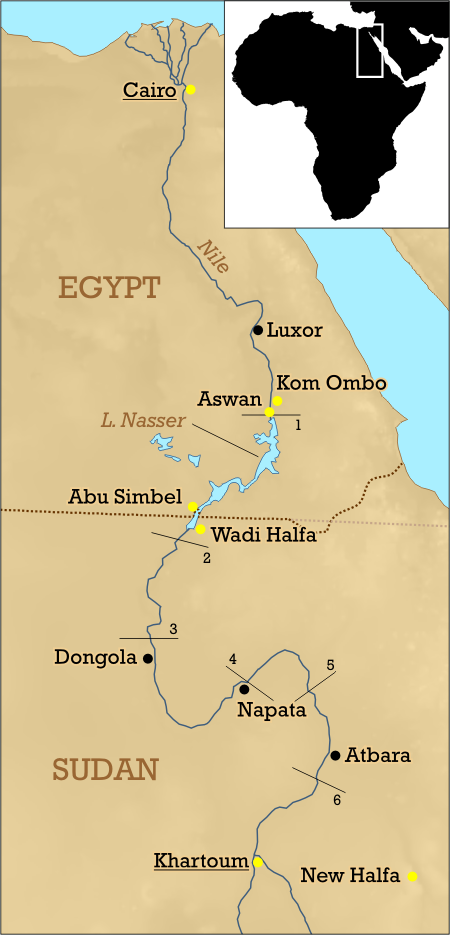
Antes de la construcción de la presa de Asuán, los nobiin vivían principalmente entre la primera y tercera catarata a lo largo del Nilo. Los puntos amarillos muestran comunidades actuales de hablantes de nobiin.

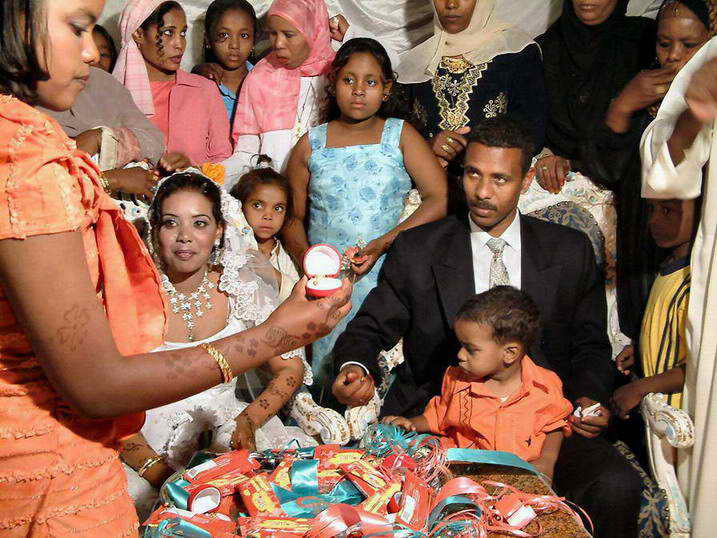
Una boda nubia cerca de Asuán, Egipto

Antes de la construcción de la presa de Asuán, los hablantes de nobiin vivían en el valle del Nilo entre la tercera catarata al sur y Korosko al norte. Aproximadamente el 60% del territorio de Nubia fue destruido o quedó inhabitable debido a la construcción de la presa y la creación del lago Nasser. Al menos la mitad de la población nubia fue reubicada forzosamente. Hoy en día, los hablantes de nobiin viven en las siguientes zonas: (1) cerca de Kom Ombo, Egipto, unos 40 km al norte de Asuán, donde el gobierno egipcio proporcionó viviendas para aproximadamente 50,000 nubios; (2) en el esquema de New Halfa en Kassala, Sudán, donde el gobierno sudanés ofreció vivienda y trabajo a nubios de las áreas inundadas cerca de Wadi Halfa; (3) en el estado del Norte, Sudán, desde Burgeg hacia el norte hasta la frontera con Egipto en Wadi Halfa. Además, muchos nubios se han trasladado a ciudades grandes como El Cairo y Jartum. En años recientes, algunos nubios reubicados han regresado a sus territorios tradicionales cerca de Abu Simbel y Wadi Halfa.
Prácticamente todos los hablantes de nobiin son bilingües en árabe egipcio o árabe sudanés. Esto ya fue observado en 1819 por el viajero Johann Ludwig Burckhardt en su obra Viajes a Nubia. El reasentamiento forzado en la segunda mitad del siglo XX también expuso a más nubios, especialmente mujeres y niños, al contacto diario con el árabe. Factores clave incluyen mayor movilidad (y por ende acceso a pueblos y ciudades no nubios), cambios en patrones sociales como mujeres yendo más al mercado a vender sus productos, y fácil acceso a periódicos en árabe. En áreas urbanas, muchas mujeres nubias van a la escuela y dominan el árabe; usualmente se dirigen a sus hijos en árabe, reservando el nobiin para sus esposos. Ante preocupaciones sobre un posible cambio lingüístico hacia el árabe, Werner señala una actitud muy positiva hacia la lengua. Sin embargo, Rouchdy (1992a) señala que el uso del nobiin se limita principalmente al ámbito doméstico, ya que el árabe domina en el comercio, educación y vida pública. Sociolingüísticamente, la situación puede describirse como un bilingüismo estable: la lengua dominante (en este caso el árabe), aunque muy extendida, no reemplaza fácilmente a la lengua minoritaria, pues esta última está ligada a la identidad nubia.
El nobiin ha sido llamado mahas(i), mahas-fiadidja y fiadicca en el pasado. Mahas y Fiadidja son términos geográficos que corresponden a dos variantes dialectales del nobiin; las diferencias entre estos dialectos son mínimas, y algunos argumentan que no hay evidencia de una distinción dialectal. El nobiin no debe confundirse con la lengua nubi, un criollo de base árabe.

## Descripción lingüística

### Clasificación
El nobiin es una de las aproximadamente once lenguas nubias. Tradicionalmente se ha agrupado con las lenguas dongolawi, principalmente por su proximidad geográfica (antes de la presa de Asuán, variedades de dongolawi se hablaban al norte y sur del área nobiin, en Kunuz y Dongola respectivamente). La uniformidad de esta rama "nubia del Nilo" fue cuestionada por Thelwall (1982), quien argumentó, basándose en evidencia lexicoestadística, que el nobiin se separó de las otras lenguas nubias antes que el dongolawi. En la clasificación de Thelwall, el nobiin forma una rama "norteña" independiente, mientras que el dongolawi es parte del nubio central, junto con el birged (norte de Darfur) y las lenguas nubias de las montañas Nuba (montes Nuba, Kordofán).
En tiempos recientes, investigaciones de Marianne Bechhaus-Gerst han aclarado más las relaciones entre nobiin y dongolawi. Los grupos han estado separados tanto tiempo que no comparten una identidad común; además, difieren en sus tradiciones sobre sus orígenes. Las lenguas están claramente relacionadas genéticamente, pero el panorama se complica por indicios de cambio lingüístico inducido por contacto. El nobiin parece haber influido fuertemente en el dongolawi, como lo evidencian similitudes en los inventarios fonémicos y préstamos de morfemas gramaticales. Esto ha llevado a algunos a sugerir que el dongolawi es en realidad un "híbrido entre el nobiin antiguo y el dongolawi pre-contacto". La evidencia de influencia inversa es mucho más rara, aunque hay algunos préstamos tardíos en nobiin que se cree provienen del dongolawi.
Las lenguas nubias son parte de la rama sudánica oriental de las lenguas nilo-saharianas. Basándose en una comparación con otras diecisiete lenguas sudánicas orientales, Thelwall (1982) considera que el nubio está más estrechamente relacionado con el tama, miembro del grupo tamanas, con una similitud léxica promedio de solo 22,2%.

### Fonología
El nobiin tiene sílabas abiertas y cerradas: ág 'boca', één 'mujer', gíí 'tío', kám 'camello', díís 'sangre'. Cada sílaba lleva un tono. Las consonantes largas solo se encuentran en posición intervocálica, mientras que las vocales largas pueden aparecer en posición inicial, medial y final. Desde el punto de vista fonotáctico, podría existir una débil relación entre la aparición de consonantes y vocales largas: se encuentran formas como dàrrìl 'trepar' y dààrìl 'estar presente', pero no *dàrìl (vocal corta + consonante corta) ni *dààrrìl (vocal larga + consonante larga); de manera similar, existen féyyìr 'crecer' y fééyìr 'perder (una batalla)', pero no *féyìr ni *fééyyìr.

#### Vocales
El nobiin tiene un sistema de cinco vocales. Las vocales e y o pueden realizarse como vocales semicerradas o más vocales semiabiertas (como ɛ y ɔ, respectivamente). Las vocales pueden ser largas o cortas, por ejemplo, jáákí 'miedo' (aː larga), jàkkàr 'anzuelo' (a corta). Sin embargo, muchos sustantivos son inestables en cuanto a la longitud vocálica; así, bálé~báléé 'fiesta', ííg~íg 'fuego', shártí~sháártí 'lanza'. Los diptongos se interpretan como secuencias de vocales y los semivocales w y j.
|         | Anterior | Central | Posterior |
| ------- | -------- | ------- | --------- |
| Cerrada | i, iː    |         | u, uː     |
| Media   | e, eː    |         | o, oː     |
| Abierta |          | ɑ, ɑː   |           |

#### Consonantes
La longitud consonántica es contrastiva en nobiin, por ejemplo, dáwwí 'camino' frente a dáwí 'cocina'. Al igual que la longitud vocálica, la longitud consonántica no es muy estable; las consonantes largas tienden a acortarse en muchos casos (por ejemplo, el préstamo del árabe dùkkáán 'tienda' a menudo aparece como dùkáán).
|                       |              | Labial | Alveolar | Palatal | Velar | Glotal |
| --------------------- | ------------ | ------ | -------- | ------- | ----- | ------ |
| Oclusivas y africadas | sorda        | p      | t        | cç      | k     |        |
| Oclusivas y africadas | sonora       | b      | d        | ɟʝ      | ɡ     |        |
| Nasales               | Nasales      | m      | n        | ɲ       | ŋ     |        |
| Fricativas            | sorda        | f      | s        | ç       |       | (h)    |
| Fricativas            | sonora       |        | z        |         |       |        |
| Vibrante              | Vibrante     |        | r        |         |       |        |
| Aproximantes          | Aproximantes |        | l        | j       | w     |        |

El fonema p tiene un estatus algo marginal, ya que solo aparece como resultado de ciertos procesos morfofonológicos. La oclusiva sonora b contrasta principalmente con f. Originalmente, z solo aparecía como un alófono de s antes de consonantes sonoras; sin embargo, debido a la influencia de préstamos del árabe, ha adquirido estatus fonémico: àzáábí 'dolor'. La fricativa glotal h aparece como alófono de /s, t, k, f, ɡ/: síddó → híddó '¿dónde?'; tánnátóón → tánnáhóón 'de él/ella'; ày fàkàbìr → ày hàkàbìr 'voy a comer'; dòllàkúkkàn → dòllàhúkkàn 'ha amado'. Este proceso es unidireccional, es decir, /h/ nunca cambia a una de las consonantes anteriores, y Werner lo ha denominado 'cambio consonántico' (Konsonantenwechsel). Solo en muy pocas palabras, si es que en alguna, [h] tiene estatus fonémico independiente: Werner menciona híssí 'voz' y hòòngìr 'rebuzno', aunque cabe señalar que este último ejemplo es menos convincente debido a su probable naturaleza onomatopéyica. Las líquidas alveolares l y r están en variación libre, como en muchas lenguas africanas. La aproximante w es una labial-velar sonora.

#### Tono
El nobiin es una lengua tonal, en la que el tono se utiliza para marcar contrastes léxicos. El tono también desempeña un papel importante en la derivación morfológica. El nobiin tiene dos tonos subyacentes, alto y bajo. En ciertos contextos aparece un tono descendente, que en general puede analizarse como la combinación de un tono alto y uno bajo.
- árré 'asentamiento' (alto)
- nùùr 'sombra' (bajo)

En nobiin, toda enunciación termina en un tono bajo. Esta es una de las señales más claras de la presencia de un tono de frontera, realizado como un tono bajo en la última sílaba de cualquier palabra en pausa. Los siguientes ejemplos muestran cómo el tono superficial del verbo de tono alto ókkír- 'cocinar' depende de la posición del verbo. En la primera oración, el verbo no es final (porque se añade el marcador de pregunta -náà) y, por lo tanto, se realiza como alto. En la segunda oración, el verbo está al final del enunciado, lo que resulta en un tono bajo en la última sílaba.
Íttírkà ókkéé-náà?
vegetales.OBJ cocinar:ella.PRES-Q
'¿Ella cocina los vegetales?'
Èyyò íttírkà ókkè.
sí vegetales.OBJ cocinar:ella.PRES
'Sí, ella cocina los vegetales.'
El tono juega un papel importante en varios procesos derivacionales. La situación más común implica la pérdida del patrón tonal original de la base derivacional y la posterior asignación de un tono bajo, junto con la afijación de un morfema o palabra que aporta su propio patrón tonal (ver abajo para ejemplos).
Durante mucho tiempo, se pensó que las lenguas nubias del Nilo no eran tonales; los primeros análisis utilizaban términos como "acento" para describir los fenómenos que ahora se reconocen como un sistema tonal. Carl Meinhof informó que solo se podían encontrar restos de un sistema tonal en las lenguas nubias. Basó esta conclusión no solo en sus propios datos, sino también en la observación de que el nubio antiguo se escribía sin marcas tonales. Basándose en relatos como el de Meinhof, el nobiin se consideró una lengua sin tono durante la primera mitad del siglo XX. Las afirmaciones de autoridades de facto como Meinhof, Diedrich Hermann Westermann e Ida C. Ward afectaron profundamente las siguientes tres décadas de teorización lingüística sobre el acento y el tono en nobiin. Hasta 1968, Herman Bell fue el primer estudioso en desarrollar un análisis del tono en nobiin. Aunque su análisis aún se veía obstaculizado por la ocasional confusión entre acento y tono, Roland Werner lo acredita como el primero en reconocer que el nobiin es genuinamente una lengua tonal y el primero en establecer algunas reglas tonales elementales.

### Gramática

#### Pronombres
Los pronombres personales básicos del nobiin son:
- ày- 'yo'
- ìr- 'tú' (singular)
- tàr- 'él, ella, ello'
- ùù- 'nosotros'
- úr- 'vosotros' (plural)
- tér- 'ellos'

Existen tres conjuntos de pronombres posesivos. Uno de ellos se deriva claramente del conjunto de pronombres personales más un sufijo conectivo -íín. Otro conjunto está menos claramente relacionado con los pronombres personales simples; todos los pronombres posesivos de este conjunto llevan un tono alto. El tercer conjunto se deriva del segundo añadiendo el sufijo nominalizador -ní.
| mi      | àyíín  | án   | ànní  |
| tu      | ìríín  | ín   | ìnní  |
| su      | tàríín | tán  | tànní |
| nuestro | ùùíín  | úún  | ùùní  |
| vuestro | úríín  | únn  | únní  |
| su      | téríín | ténn | ténní |

El nobiin tiene dos pronombres demostrativos: ìn 'este', que denota cosas cercanas, y mán 'ese', que denota cosas más lejanas. Ambos pueden funcionar como sujeto o objeto en una oración; en el último caso, toman el marcador de objeto -gá, dando ìngà y mángá, respectivamente (para el marcador de objeto, ver también abajo). El pronombre demostrativo siempre precede a los sustantivos a los que se refiere.
ìn íd dìrbád wèèkà kúnkènò
este hombre gallina una:OB tener:3SG.PRES
'Este hombre tiene una gallina.'
mám búrúú nàày lè?
esa chica quién ser.Q
'¿Quién es esa chica?'

#### Sustantivos
Los sustantivos en nobiin son predominantemente bisílabos, aunque también se encuentran monosílabos y sustantivos de tres o cuatro sílabas. Los sustantivos pueden derivarse de adjetivos, verbos u otros sustantivos añadiendo varios sufijos. Al formar el plural, el tono del sustantivo se vuelve bajo y se añade uno de cuatro marcadores de plural. Dos de ellos son de tono bajo, mientras que los otros dos tienen un tono alto.
- -ìì (B): féntí → fèntìì 'dátiles (dulces)'
- -ncìì (B): àrréé → àrèèncìì 'cascadas'
- -ríí (A): áádèm → ààdèmríí 'hombres, personas'
- -gúú (A): kúrsí → kùrsìgúú 'sillas'

En la mayoría de los casos no es predecible qué sufijo de plural tomará un sustantivo. Además, muchos sustantivos pueden tomar sufijos diferentes, por ejemplo, ág 'boca' → àgìì/àgríí. Sin embargo, los sustantivos que terminan en -éé suelen tomar el Plural 2 (-ncìì), mientras que los sustantivos bisílabos de tono bajo-alto suelen tomar el Plural 1 (-ìì).
El género se expresa léxicamente, ocasionalmente mediante un sufijo, pero más a menudo con un sustantivo diferente o, en el caso de los animales, mediante un elemento nominal separado óndí 'masculino' o kàrréé 'femenino':
- íd 'hombre' vs. ìdéén 'mujer'
- tòòd 'niño' vs. búrú 'niña'
- kàjkàrréé 'asna' vs. kàjnóndí 'burro'

El par 'esclavo/esclava' constituye una excepción interesante, mostrando marcación de género mediante terminaciones diferentes del lexema: òsshí 'esclavo (m.)' vs. òsshá 'esclava (f.)'. Un equivalente en nubio antiguo que no parece mostrar el género es ooshonaeigou 'esclavos'; el sufijo plural -gou tiene un equivalente moderno en -gúú (ver arriba).
En los compuestos nominales formados por dos sustantivos, el tono del primer sustantivo se vuelve bajo, mientras que el sustantivo añadido mantiene su propio patrón tonal.
- kàdíís 'gato' + mórrí 'salvaje' → kàdììs-mórrí 'gato salvaje'
- ìkìríí 'invitado' + nóóg 'casa' → ìskìrììn-nóóg 'cuarto de invitados'
- tògój 'honda' + kìd 'piedra' → tògòj-kìd 'piedra de honda'

Muchos compuestos se encuentran en dos formas, una más lexicalizada que la otra. Así, es común encontrar tanto la frase nominal coordinada háhám ámán 'el agua del río' como el sustantivo compuesto bàhàm-ámán 'agua de río', distinguidos por su patrón tonal.

#### Verbos
La morfología verbal en nobiin está sujeta a numerosos procesos morfofonológicos, incluyendo contracción silábica, elisión vocálica y asimilación de todo tipo y dirección. Es necesario distinguir entre la base verbal y los morfemas que la siguen. La mayoría de las bases verbales en nobiin terminan en una consonante (por ejemplo, nèèr- 'dormir', kàb- 'comer', tíg- 'seguir', fìyyí- 'mentir'); excepciones notables son júú- 'ir' y níí- 'beber'. Las bases verbales son mono o bisílabas. La base verbal lleva uno de tres o cuatro patrones tonales. El verbo principal lleva información de persona, número, tiempo y aspecto.
ày féjírkà sàllìr
yo oración.matutina rezar:yo.PRES
'Yo rezo la oración matutina.'
Rara vez las bases verbales aparecen sin morfemas añadidos. Un caso es el uso del verbo júú- 'ir' en una construcción similar a un verbo seriado.
áríj wèèkà fà júú jáánìr
carne una:OB FUT ir comprar:yo.PRES
'Voy a comprar un trozo de carne.'

#### Sintaxis
El orden básico de palabras en una oración nobiin es sujeto–objeto–verbo. Los objetos se marcan con un sufijo de objeto -gá, que a menudo se asimila a la consonante final de la palabra (por ejemplo, kìtááb 'libro', kìtááppá 'libro-OBJ' como se ve abajo). En una oración que contiene tanto un objeto indirecto como uno directo, el marcador de objeto se añade a ambos.
kám íw-gà kàbì
camello maíz-OBJ comer:él.PRES
'El camello come maíz.'
ày ìk-kà ìn kìtááp-pá tèèr
yo tú-OBJ este libro-OBJ dar:yo.PRES
'Yo te doy este libro.'
Las preguntas pueden construirse de varias maneras en nobiin. Las preguntas constitutivas ('Tipo 1', preguntas sobre '¿quién?', '¿qué?', etc.) se forman usando un conjunto de sufijos verbales junto con palabras interrogativas. Las preguntas interrogativas simples ('Tipo 2') se forman usando otro conjunto de sufijos verbales.
|          | Tipo 1  | Tipo 2     |
| -------- | ------- | ---------- |
| yo       | -re/-le | -réè       |
| tú       | -i      | -náà       |
| él/ella  | -i      | -náà       |
| nosotros | -ro/-lo | -lóò       |
| vosotros | -ro/-lo | -lóò       |
| ellos    | -(i)nna | -(ì)nnànáà |

Algunos de los sufijos son similares. Las posibles ambigüedades se resuelven por el contexto. Algunos ejemplos:
Q1:pregunta constitutiva
Q2:pregunta interrogativa
mìn ámán túúl áányì?
qué agua en vivir:PRES.2/3SG.Q1
'¿Qué vive en el agua?'
híddó nííl mìrì?
dónde Nilo correr/fluir:PRES.2/3SG.Q1
'¿Dónde fluye el Nilo?'
ìr sààbúúngà jáánnáà?
tú jabón:OBJ tener:2/3SG.PRES.Q2
'¿Tienes jabón?'
sàbúúngà jáánnáà?
jabón:OBJ tener:PRES2/3SG.Q2
'¿Vendes jabón?' / '¿Él/ella vende jabón?'
úr báléél árágróò?
vosotros fiesta.en bailar:PRES1/2PL.Q2
'¿Vosotros bailáis en la fiesta?'